# Decumaria
Decumaria es un género con 7 especies de plantas perennes perteneciente a la familia  Hydrangeaceae. Es originario de Asia tropical y en Estados Unidos una especie D.barbara.  Comprende 7 especies descritas y de estas, solo  2 aceptadas.

## Descripción
Son lianas arbustivas que alcanza los 4.10 m de altura, apoyándose en arbustos y árboles, subiendo por medio de raíces aéreas adhesivas. Las hojas tienen forma variable y son caducas a perennes (D. barbara tiendea ser de hoja caduca, D. sinensis más de hoja perenne), tienen de 3-10 cm de largo, ovadas, con ápice agudo, y un suave  margen dentado. Las flores tienen  5-10 mm de diámetro, son de color blanco a crema de color, con fragancia, la inflorescencia se produce en densas panículas de 3-8 cm de ancho. El fruto es una cápsula seca que contienen varias semillas.

## Taxonomía
El género fue descrito por Carlos Linneo y publicado en Species Plantarum, Editio Secunda 2: 1663. 1763. La especie tipo es: Decumaria barbara L.	 	

## Especies aceptadas
A continuación se brinda un listado de las especies del género Decumaria aceptadas hasta mayo de 2014, ordenadas alfabéticamente. Para cada una se indica el nombre binomial seguido del autor, abreviado según las convenciones y usos. 
- Decumaria barbara L.
- Decumaria sinensis Oliv.